# داني روفيرا
دانييل روفيرا دي ريفاس (من مواليد 1 نوفمبر 1980) المعروف باسم داني روفيرا، ممثل وكوميدي إسباني.

## روابط خارجية
- داني روفيرا على موقع IMDb (الإنجليزية)
- داني روفيرا على موقع ألو سيني (الفرنسية)
- داني روفيرا على موقع قاعدة بيانات الفيلم (الإنجليزية)
- داني روفيرا على موقع كينوبويسك (الروسية)
- داني روفيرا في قاعدة بيانات الأفلام على الإنترنت